# Giambattista Gherardo d'Arco
Giambattista Gherardo d'Arco (Arco, 25 novembre 1739 – Mantova, 19 ottobre 1791) è stato un economista e letterato italiano.

## Biografia
Nacque nella famiglia aristocratica D'Arco del conte Francesco Eugenio e della marchesa Teresa Ardizzoni di Pomà e studiò a Mantova, Parma e Verona. Grazie ai suoi meriti, Giuseppe II d'Asburgo-Lorena lo nominò consigliere segreto e Intendente di Mantova. In questo ufficio, fondò una scuola agricola per orfani e aiutò i pittori nel rigido inverno del 1782. A causa della malattia, dovette dimettersi dall'ufficio e ritirarsi in campagna. Possedeva una collezione di sculture, che successivamente lasciò in eredità ad un museo di Mantova. Conteneva, tra le altre cose, un busto di Virgilio.
Il nipote Carlo d'Arco fu uno storico dell'arte, un pittore e anche un economista.
Giambattista Gherardo d'Arco ha scritto numerose opere di economia. Il suo trattato del 1772 Dell’ armonia politico–economica tra la città ed il suo territorio fu dichiarato eccellente dall'Accademia delle Scienze e delle Arti in Padova. Inoltre, si è occupato di diritto costituzionale, arte, filosofia e storia.

## Opere
- Dell’ armonia politico–economica tra la città ed il suo territorio (1772)
- Dell’ Annona (1775)
- Dell’ influenza del commercio sull’ economia interna dei popoli, e sulla prosperità degli stati (1778)
- Risposta al quesito: Se in uno Stato di Terreno fertile debbasi più particolarmente favorire l’estrazione delle materie prime, oppure quella dei prodotti delle manifatture (1780)
- Del diritto ai transiti (1784)
- Del Fundamento del Diritto di punire
- De’ fundamenti e limiti della paterna Autorità
- Sordello
- Della forza comica
- Della patria primitiva delle arti del disegno